# Aji Ichi Monme
Aji Ichi Monme (味いちもんめ, lit. Una pizca de sazonador ?) es un manga ambientado en la cocina escrito por Zenta Abe e ilustrado por Yoshimi Kurata. Fue publicado en la revista seinen Big Comic Superior de la editorial Shogakukan. Desde 1986-1999 se recoge en 33 volúmenes encuadernados. La serie narra la vida de los empleados y clientes de un restaurante llamado Fujimura, propiedad de veterano chef Kumano. Recibió en el año 1999 el Premio Shōgakukan como mejor manga seinen.
Los capítulos de Aji Ichi Monme fueron reimpresos en la revista Mangajin.